# مقاطعة كرابينا زاغوريه

موقع المقاطعة بالنسبة لكرواتيا.

مقاطعة كرابينا زاغوريه Krapinsko-zagorska županija هي إحدى مقاطعات كرواتيا ومركزها مدينة كرابينا.